# Campeonato Polonês de Futebol 5.ª Divisão
A IV Liga é o quinto maior nível do sistema de ligas do futebol polaco. É do tipo regional, sendo que a maioria dos clubes são amadores.

## Grupos da IV Liga
- Grupos e clubes da temporada 2014/15

Os vencedores e vice-campeão de cada grupo avançam para a III Liga. E 2, 3, 4, 5 ou mesmo 6  clubes, na maioria dos grupos, caem para suas respectivas ligas na Klasa okręgowa.